# Ой Назан
Ой Назан (арм. Հոյ Նազան) — армянский парно-массовый танец, хороводная песня-пляска. Музыкальный размер танца — 6/8.

## Этимология
Название танца в переводе с армянского языка означает «душенька».

## Характеристика
«Ой Назан» может исполняться с любым количеством пар. При исполнении используется цепной вид танца, то есть танцоры, выстраиваясь в круг, начинают двигаться в разные стороны: вперёд, назад, влево, вправо и хороводом. С левой крайней кулисы танцует обычно юноша-заводила — «генд-баш». Начало танца знаменуется движением платка в руке заводилы. Танцевальные элементы исполняются то девушкой, то юношей с девушкой. Ход танца идёт параллельно с общей весёлой атмосферой.